# Microdrive

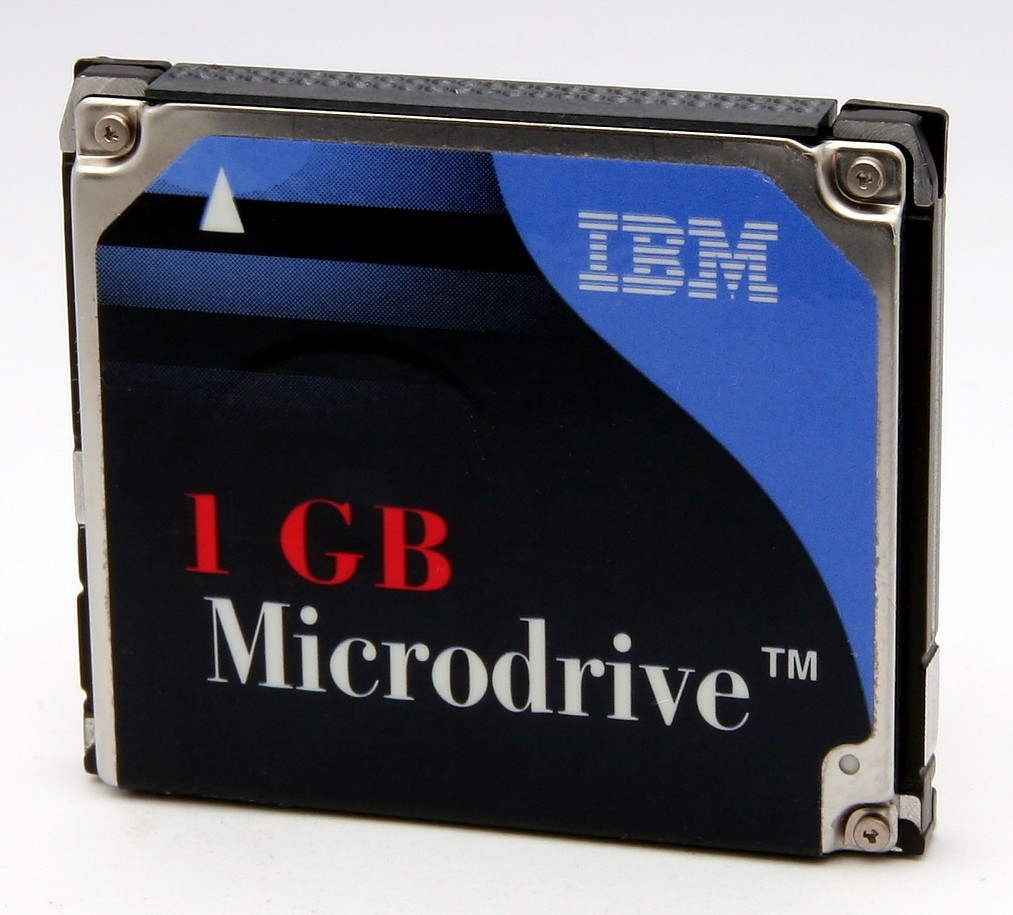
Microdrive o pojemności 1GB wyprodukowany przez firmę IBM

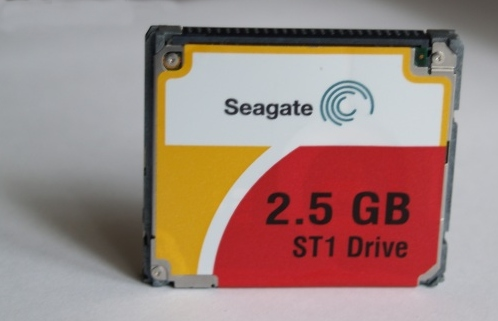
Microdrive o pojemności 2,5 GB wyprodukowany przez firmę Seagate

Microdrive – historyczny typ dysków twardych o małych rozmiarach (format 1 cala). Marka Microdrive należała do IBM i Hitachi.  Wraz z rozwojem półprzewodnikowych kart pamięci zaprzestano ich produkcji.
Dyski Microdrive osiągają pojemność do 16 GB, a szybkość odczytu 5–10 MB/s. Dyski te mają interfejs zgodny z kartami CompactFlash Type II, co ułatwia ich używanie w wielu urządzeniach przenośnych takich jak aparaty cyfrowe.
W porównaniu do pamięci flash mają większe ryzyko uszkodzenia mechanicznego oraz zapotrzebowanie na energię elektryczną.